# Оксид-дифторид ксенона
Окси́д-дифтори́д ксено́на (химическая формула — XeOF2) — сложное неорганическое соединение ксенона с кислородом и фтором. 

## Физические свойства
Соединение имеет Т-образную геометрию и не образует полимеров, но образует аддукт с ацетонитрилом и фтороводородом.

## Химические свойства
Оксид-дифторид ксенона стабилен при низких температурах, при нагревании он быстро разлагается, либо теряя атом кислорода, либо диспропорционируя на дифторид ксенона и диоксидифторид ксенона:
{\displaystyle {\ce {2XeOF2 -> 2XeF2 + O2}}}
{\displaystyle {\ce {2XeOF2 -> XeF2 + XeO2F2}}}

## Получение
Первое точное выделение этого соединения было опубликовано 3 марта 2007 года: Оксид-дифторид ксенона был получен ранее изученным способом частичного гидролиза тетрафторида ксенона.
{\displaystyle {\ce {XeF4 + H2O -> XeOF2 + 2HF}}}